# Gullesfjorden
Gullesfjorden es un fiordo que corta en la isla de Hinnøya en la provincia de Troms, Noruega. Está inserto casi completamente en el municipio de Kvæfjord, sólo una parte del noroeste está en Sortland (provincia de Nordland).
Tiene 35 km de longitud, siendo una de las tres ramas del Andfjorden, siendo las otras los fiordos de Godfjorden y Kvæfjorden. El Gullesfjorden posee un pequeño fiordo que le sirve de afluente llamado Austerfjorden.